# Niphates alba
Niphates alba är en svampdjursart som beskrevs av van Soest 1980. Niphates alba ingår i släktet Niphates och familjen Niphatidae. Inga underarter finns listade i Catalogue of Life.